# První úder
První úder je ve strategii jaderné války útok s ohromující silou, který využívá momentu překvapení. Je to preemptivní útok proti zemi, která ještě nezahájila vojenské akce proti útočníku, ale mohla by je zahájit v budoucnosti. Schopnost prvního úderu je schopnost porazit protivníka, který má jaderné zbraně, tím, že napadne a zničí jeho schopnost odvety, tedy napadením a zničením jeho raketových základen a skladů jaderných hlavic. Zničení schopnosti odvety musí být dostatečné, tak velké, aby útočící strana přežila odvetu (též nazývanou protiúder) a mohla pokračovat ve válce. Kvůli odolnosti vůči prvnímu úderu jsou jaderné zbraně udržovány v nepřetržité bojové pohotovosti a jsou rozděleny do jaderné triády.
Podle doktríny jaderného odstrašení musí být jaderná velmoc schopná odolat prvnímu i odvetnému úderu a pokračovat v jaderné válce až do vzájemně zaručeného zničení a potenciálně i zničení lidské civilizace či celé planety. Věrohodnost této hrozby zaručuje, že racionálně uvažující aktéři vyvinou maximální úsilí k zamezení vypuknutí jaderné války. Tato doktrína byla aplikována zejména mezi USA a SSSR během studené války.

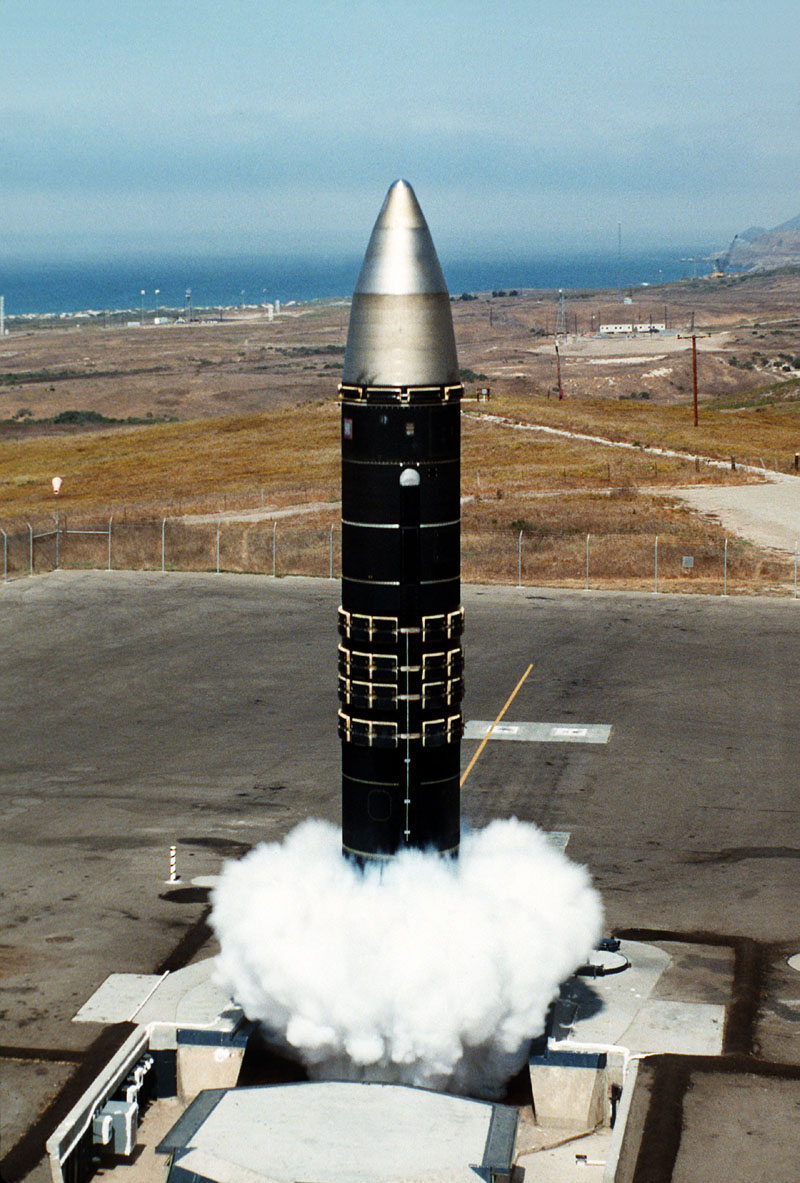
Peacekeeper při startu z Vandenberg Air Force Base

## Zbraně prvního úderu
- Peacekeeper
- Trident II
- Pershing II
- SS-20
- SS-18